# دبليو. إس. كينيدي جونز
دبليو. إس. كينيدي جونز هو سياسي كندي، ولد في 24 يوليو 1919 في سو ساينت ماري في كندا، وتوفي في 5 يونيو 1978 في هاليفاكس في كندا. حزبياً، نشط في جمعية المحافظين التقدمية لنوفا سكوشا. وقد انتخب عضو مجلس نواب نوفا سكوتيا.